# Vlada Chigireva
Vlada Chigireva est une nageuse synchronisée russe née le 18 décembre 1994 à Rostov-sur-le-Don. Elle remporte la médaille d'or du ballet aux Jeux olympiques d'été de 2016 à Rio de Janeiro.